# گورستان مورچگان
گورستان مورچگان مربوط به دوره صفوی است و در شهرستان بروجن، بخش گندمان، حاشیه رودخانه آقبلاغ واقع شده و این اثر در تاریخ ۸ مرداد ۱۳۸۱ با شمارهٔ ثبت ۶۰۱۳ به‌عنوان یکی از آثار ملی ایران به ثبت رسیده است.